# Костешты (Хынчештский район)
Костешты (рум. Costeşti, Костешть) — село в Хынчештском районе Молдавии. Наряду с сёлами Ивановка и Фрасин входит в состав коммуны Ивановка.

## География
Село расположено на высоте 38 метров над уровнем моря.

## Население
По данным переписи населения 2004 года, в селе Костешть проживает 349 человек (177 мужчин, 172 женщины).
Этнический состав села:
| Национальность | Число жителей | Процентный состав |
| -------------- | ------------- | ----------------- |
| украинцы       | 181           | 51.86             |
| молдаване      | 161           | 46.13             |
| русские        | 3             | 0.86              |
| болгары        | 1             | 0.29              |
| прочие         | 3             | 0.86              |
| Всего          | 349           | 100%              |